# Cinza vulcânica

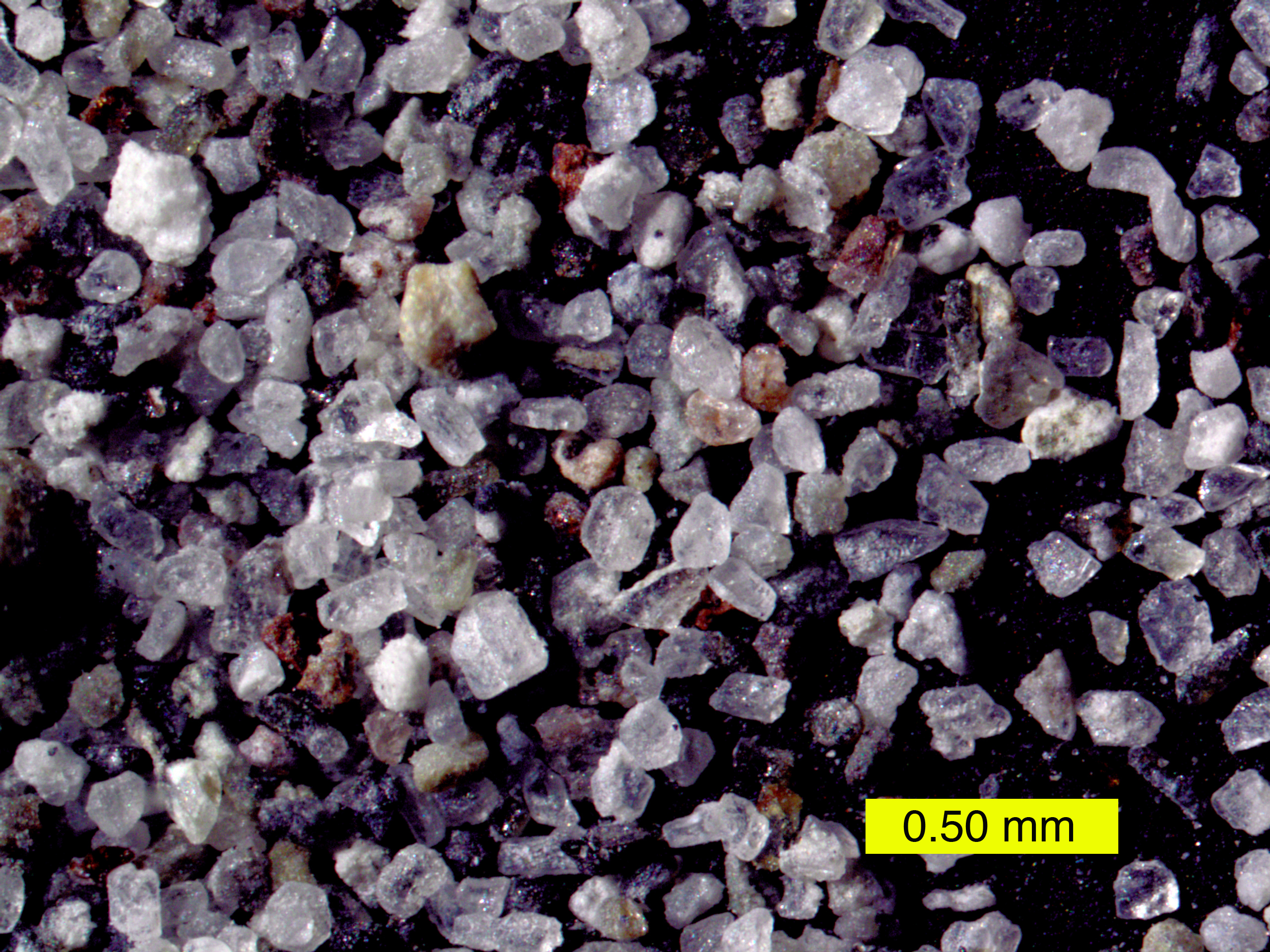
Amostra de cinza vulcânica microscópica da erupção do Monte Santa Helena, Washington 1980

A cinza vulcânica é composta de fragmentos de rocha, cristais minerais e vidro vulcânico, criada durante erupções vulcânicas explosivas, medindo menos de 2mm em diâmetro. Cinzas vulcânicas são formadas quando gases dissolvidos no magma expandem e escapam violentamente na atmosfera. A força dos gases despedaça o magma e o empurra até a atmosfera, onde ele se solidifica em fragmentos de rocha vulcânica e vidro. Cinzas vulcânicas também são produzidas a partir do contato do magma com água durante erupções freatomagmáticas, fazendo a água explodir violentamente em vapor e causando a fragmentação do magma quando no ar, cinzas podem ser transportadas por milhares de quilômetros de distância.

## Formação

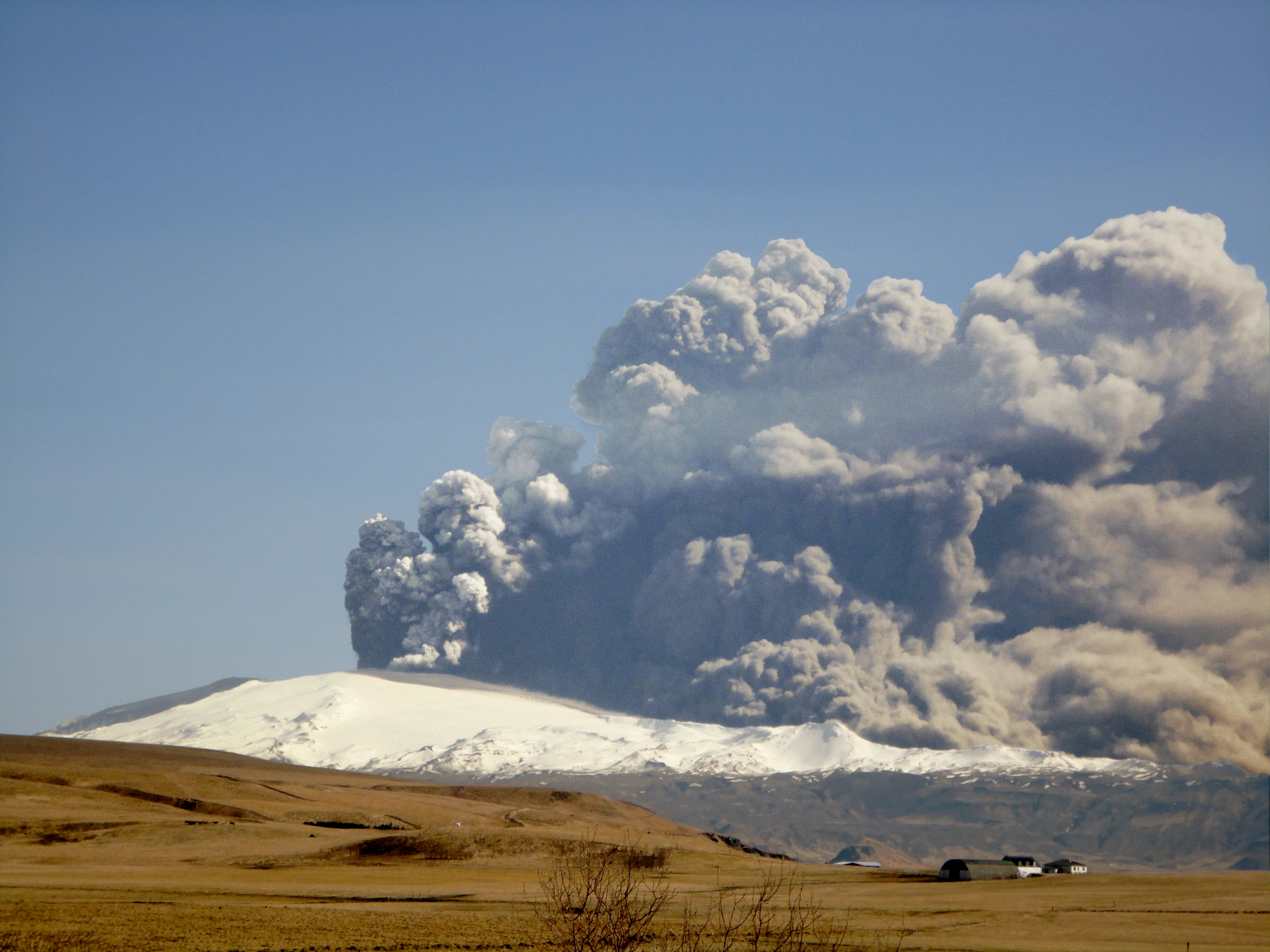
Coluna de cinzas subindo de Eyjafjallajökull em 17 de abril de 2010

Na erupção vulcânica explosiva, o magma que está subindo passa por uma descompressão muito rápida. Isso faz com que os gases dissolvidos dentro dele (vapor d`água, dióxido de carbono e dióxido de enxofre) comecem a se separar e formar bolhas. Essas vão se expandir, e com isso a pressão interna do magma aumenta, onde se rompe e se fragmenta. Esse processo é chamado de fragmentação magmática, que gera parte das cinzas vulcânicas. 
Além disso, se o magma entra em contato com água externa (como água do mar, de lago ou até lençol freático) isso pode intensificar ainda mais a fragmentação. Esse tipo de interação, comum em erupções freatomagmáticas ou freáticas, também contribui para para a formação de uma cinza bem fina. 

## Composição
As cinzas vulcânicas são formadas principalmente por materiais que são fragmentados e se originam do magma. Sua aparência se assemelha muito a poeira comum, porém suas propriedades físico-químicas são muito variadas e implicam em diversas áreas importantes da ciência, desde geologia até saúde pública.

#### Química[5]

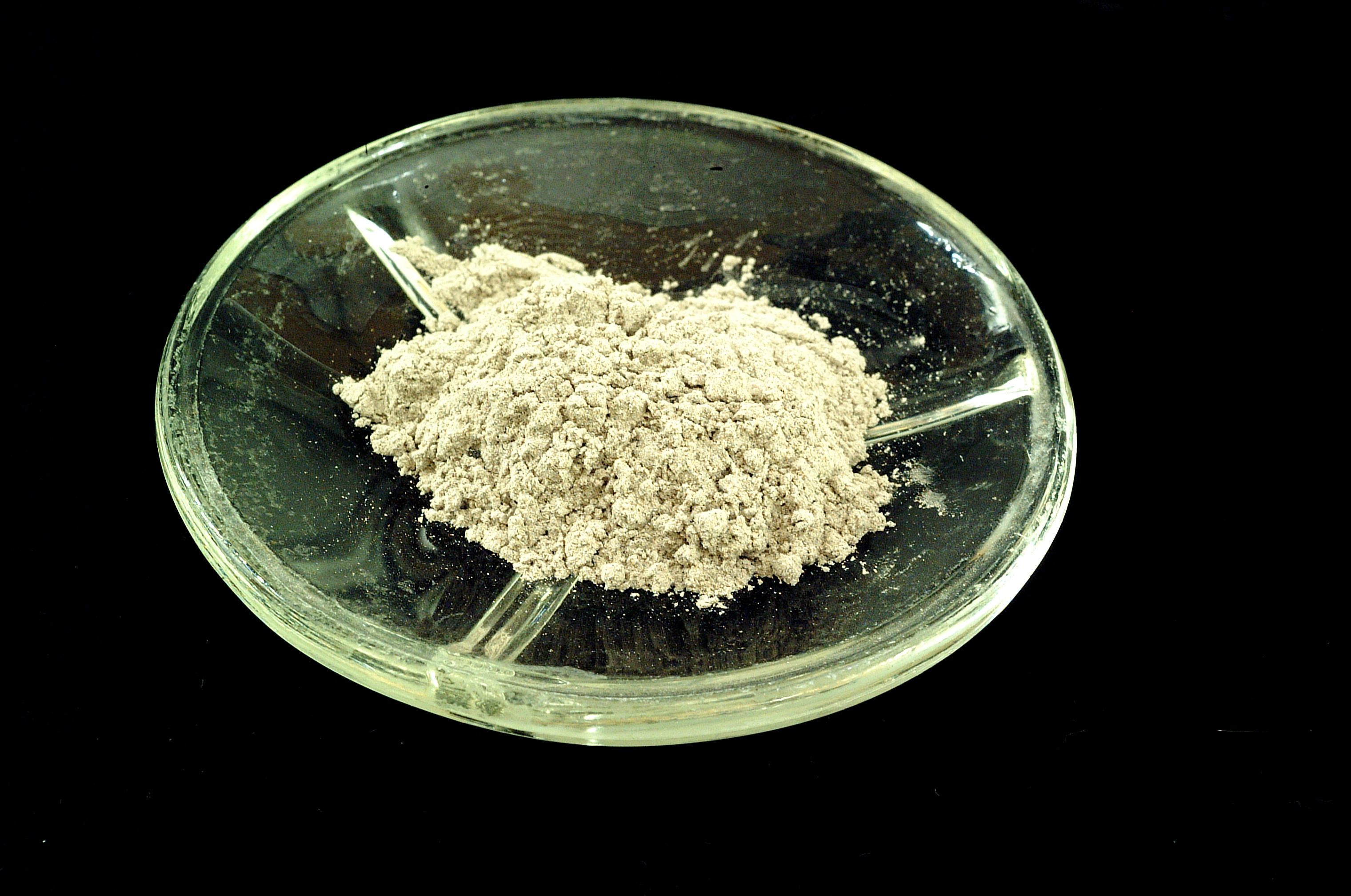
Cinzas vulcânicas da erupção do Monte Santa Helena em 1980

A composição química da cinza depende muito do magma que a gerou, as principais variações são estão na proporção de sílica (SiO2):
- Basálticas (baixo teor de sílica, ~ 45-52%): geralmente mais escuras e densas.

- Andesíticas (intermediárias, ~ 53-63%) cinzas cinza-escuro ou marrom.

- Riolíticas (alto teor de sílica, >69%) cinzas mais claras, vítreas

#### Física[6]
Fisicamente as cinzas vulcânicas são compostas por três partículas principais: 
- Fragmentos de vidro vulcânico, que se formam quando o magma resfria muito rápido no ar, podem ser frágeis e quebradiças, com borda afiada e irregulares.

- Cristais minerais, que são minerais que já estão presentes no magma antes mesmo da erupção, os mais comuns são o plagioclásio, a olivina e a piroxena, tendo formas definidas e mais resistentes que vidro.

- Fragmentos de rochas, são pedaços de rochas que foram retirados de dentro das paredes interna do vulcão ou do solo durante a explosão. Essas rochas têm diferentes origens, podendo ser ígneas, sedimentares ou metamórficas, podendo contribuir para a compreensão da história geológica do local.

## Dispersão
As cinzas vulcânicas provenientes de uma erupção podem ser lançadas ou transportadas às regiões circundantes, às vezes por grandes distâncias. O alcance da dispersão depende de alguns fatores.

#### Altura da coluna eruptiva

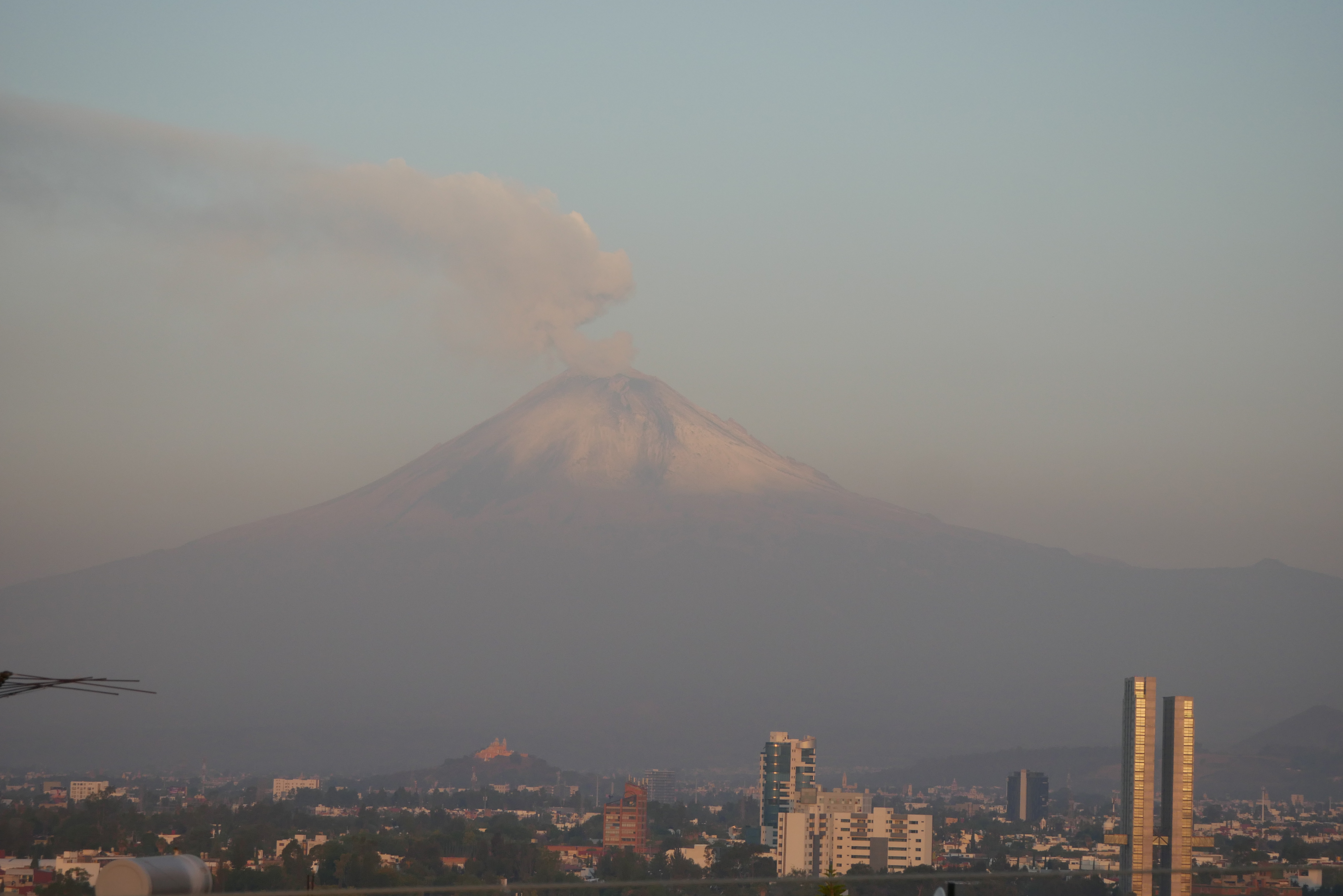
Vista do vulcão Popocatépetl com fumarola, registrada em 21 de abril de 2023, no centro do México

Um dos fatores determinantes para o alcance é a altura que a cinza alcança na atmosfera. Erupções de alta intensidade, podem formar colunas eruptivas que ultrapassam 20km de altura, atingindo a estratosfera. 

#### Padrões de clima e vento
Os ventos influenciam diretamente na dispersão e direção das cinzas, onde ventos da troposfera costumam dispersar cinzas regionalmente, enquanto ventos da estratosfera levam a níveis continentais. A umidade e a chuva podem acelerar a deposição das partículas. 

##### Tempo de permanência na atmosfera
As partículas de cinza podem permanecer no céu e na atmosfera dor dias ou até semanas. Isso vai depender do tamanho das partículas (finas ou ultrafinas), altura da pluma e camada atmosférica e interações com o vapor de água e compostos químicos.  

## Impactos

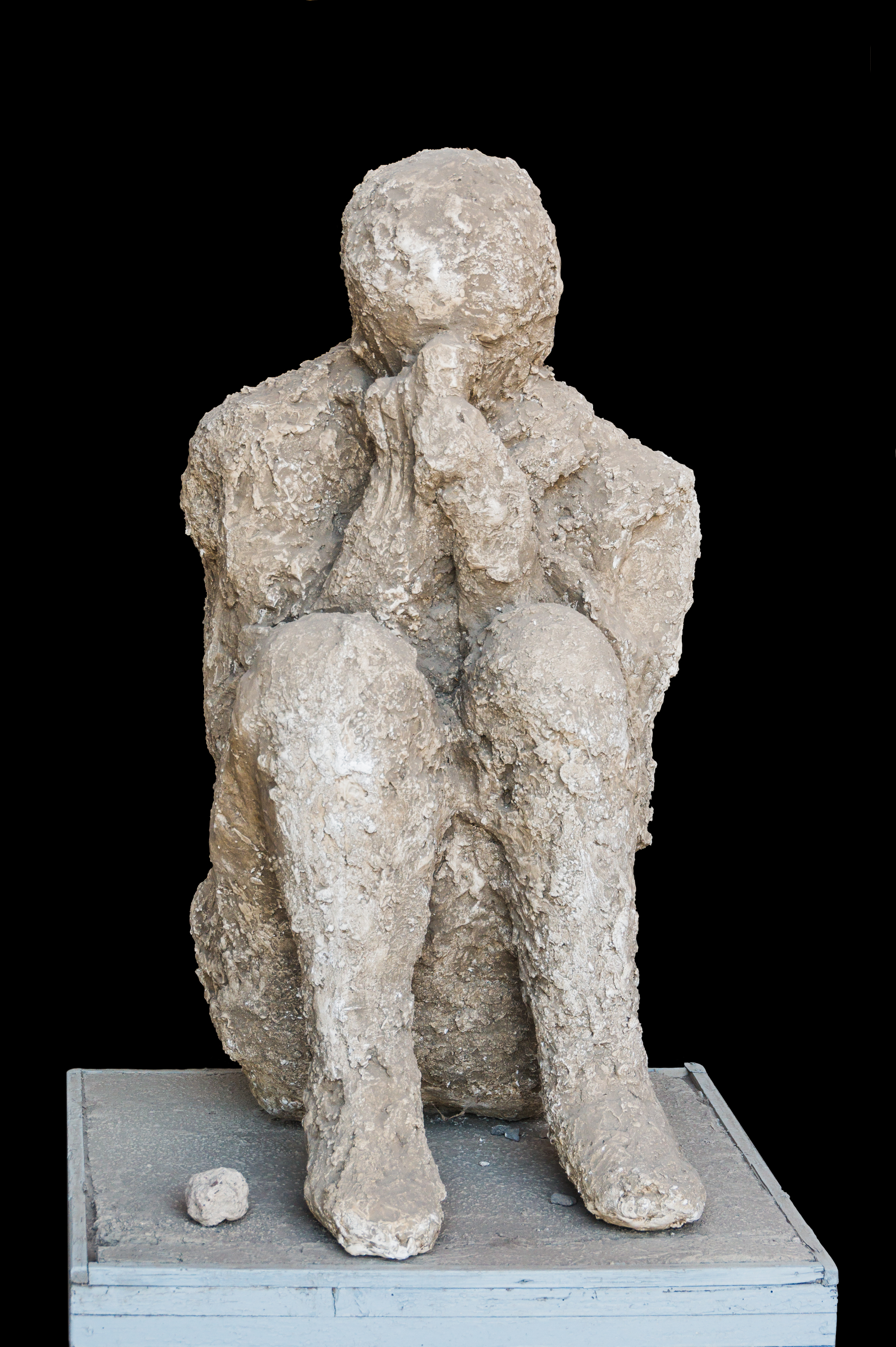
Molde de uma vítima sentada, da erupção do Monte Vesúvio em 79 d.C.; Pompeia, Itália

As cinzas vulcânicas podem causar diversos problemas humanos e ambientais. A liberação de gases e cinzas vulcânicas podem prejudicar a saúde a curto e longo prazo, causando problemas respiratórios, oculares, irritação na pele, tontura, vômitos e dor de cabeça. Por outro lado, se a exposição for a longo prazo, o impacto é maior e mais prolongado, podendo levar ao desenvolvimento de distúrbios e infecção pulmonar (câncer de pulmão) ou até a morte.
As cinzas e gases lançados na erupção vulcânica podem gerar a poluição do ar, por vários dias ou até meses, causando perturbações ao tráfego aéreo, como aconteceu em 2013, no aeroporto de San Carlos de Bariloche, quando o houve o cancelamento dos voos por conta do acúmulo de cinzas vulcânicas nas instalações aeroportuárias, gerando paralisação turística na cidade argentina. Também podem causar a contaminação da água, danos às plantações e ao solo.